# Condylostylus clavipilus
Condylostylus clavipilus är en tvåvingeart som beskrevs av Octave Parent 1929. Condylostylus clavipilus ingår i släktet Condylostylus och familjen styltflugor. Inga underarter finns listade i Catalogue of Life.